# الیوت اموزوسی
الیوت اموزوسی (انگلیسی: Elliot Omozusi؛ زادهٔ ۱۵ دسامبر ۱۹۸۸) بازیکن فوتبال اهل بریتانیا است.
از باشگاه‌هایی که در آن بازی کرده است می‌توان به باشگاه فوتبال نوریچ سیتی، باشگاه فوتبال چارلتون اتلتیک، باشگاه فوتبال فولام، باشگاه فوتبال کمبریج یونایتد، و باشگاه فوتبال لیتون اورینت اشاره کرد.
وی همچنین در تیم‌های ملی فوتبال زیر ۱۶ سال انگلستان، زیر ۱۷ سال انگلستان، زیر ۱۸ سال انگلستان، و زیر ۱۹ سال انگلستان بازی کرده است.